# Бугаївка (Куп'янський район)
Бугаївка — колишній населений пункт у Шевченківському районі Харківської області, підпорядковувався Гетьманівській сільській раді.
Дата зникнення невідома. Село знаходилося на відстані приблизно 1 км між Журавкою та Лелюківкою.

## Принагідно
- Мапіо